# Frohnishof
Frohnishof (auch: Fronishof) ist eine Wüstung im Stadtgebiet von Eisenach im Wartburgkreis in Thüringen.

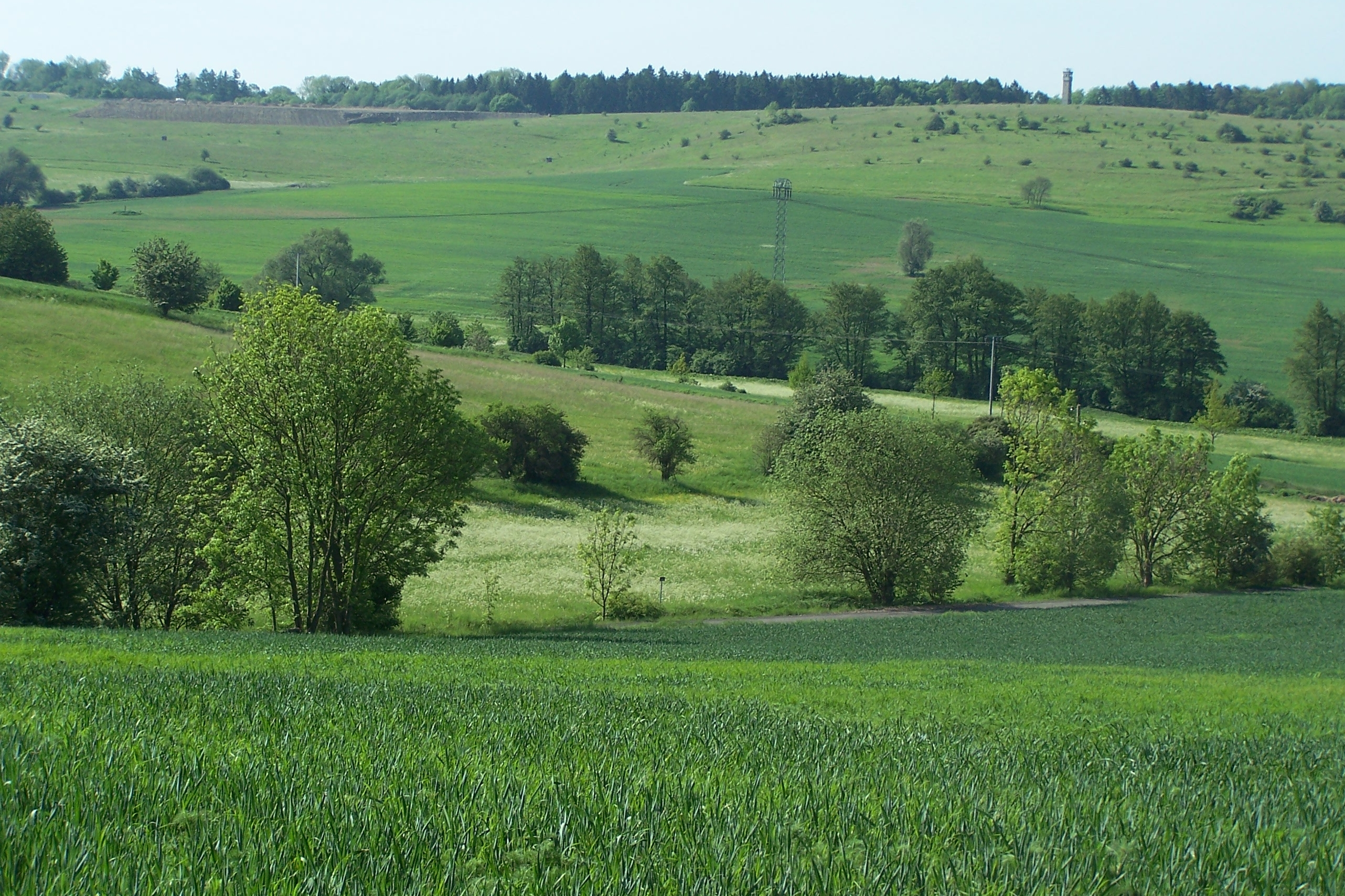
Der Wartenberg von Nordwesten

Der Frohnishof lag nördlich der Stadt Eisenach und östlich von Stregda etwa 500 m südlich der Kleinsiedlung Landstreit am Nordhang des Wartenberges.
Bereits 1384 werden Stregda und der Fronishof in einer Urkunde als frankensteinisch-hennebergisches Lehen erwähnt. 1725 wird der Fronishof für 6500 Taler von Stregdaer Bürgern mit all seinem Zubehör und Ländereien erworben. Mitte des 19. Jahrhunderts wurden die Gebäude der Kleinsiedlung abgerissen und die Flur in die Gemarkung Stregda überführt.